# Suore di San Francesco Saverio
Le Suore di San Francesco Saverio, ovvero Istituzione Saveriana (in spagnolo Institución Javeriana, Hermanas de S. Francisco Javier), sono un istituto religioso femminile di diritto pontificio: le suore di questa congregazione pospongono al loro nome la sigla I.J.

## Storia
La congregazione fu fondata dal gesuita Manuel Marín Triana (1899-1981). Già attivo nell'apostolato a favore delle giovani operaie di Burgos, nel 1938 creò la Mutualidad Obrera Femenina che si diffuse presto in altri centri della Spagna: Marín Triana affidò l'opera ad alcune volontarie e il 12 gennaio 1941 quattro di loro iniziarono a condurre vita comune a Madrid, dando formalmente inizio all'istituto.
L'istituto conobbe una rapida dissusione: la prima filiale all'estero fu aperta in Messico nel 1949 e nel 1955 le suore raggiunsero la Colombia.
La congregazione ricevette il pontificio decreto di lode il 23 marzo 1964.

## Attività e diffusione
L'apostolato dell'istituto si rivolge particolarmente alle giovani lavoratrici: le suore gestiscono scuole e centri per la formazione professionale, istituzioni culturali, pensionati e case di spiritualità.
Oltre che in Spagna, le religiose sono presenti in Colombia e Messico; la sede generalizia è a Madrid.
Alla fine del 2008 la congregazione contava 111 religiose in 21 case.